# Sand (Roman)
Sand ist ein 2011 im Rowohlt Verlag erschienener Roman von Wolfgang Herrndorf. Es ist der letzte Roman, den Herrndorf vor seinem Tod vollenden konnte. Der Roman ist nicht eindeutig einem Genre zuzuordnen; er weist Elemente unter anderem eines Thrillers, eines Spionageromans und eines Krimis auf, kann aufgrund seiner komödiantischen Elemente aber auch als Parodie auf die genannten Genres gelesen werden. Protagonist des Romans ist ein Mann, der unter Amnesie leidet; seine Bemühungen, die eigene Identität herauszufinden, bilden über weite Strecken den roten Faden der Handlung.

## Handlung
Die Handlung des Romans spielt in der fiktiven Hafenstadt Targat sowie der nahegelegenen Oase Tindirma in einem ungenannten, an Marokko erinnernden nordafrikanischen Wüstenstaat. Sie beginnt am 23. August 1972.
1. Buch: Das Meer. Den Roman eröffnen scheinbar zusammenhanglose Handlungsfragmente, die sich erst im weiteren Verlauf der Handlung allmählich miteinander verbinden: Zwei junge Kriminalkommissare, Canisades und Polidorio, stellen sich zum Zeitvertreib auf ungültigen alten Formularen fiktive Dienstausweise mit Phantasienamen aus, die sie später bei Bordellbesuchen benutzen. – Ein Polizist aus der Oase Tindirma liefert einen jungen Mann namens Amadou Amadou ein, der dort vier Europäer, Mitglieder einer Hippiekommune, umgebracht haben soll. Er leugnet die Morde trotz überwältigender Beweise so hartnäckig, dass Polidorio an seiner Schuld zu zweifeln beginnt. – Die Amerikanerin Helen Gliese kommt im Auftrag einer Kosmetikfirma mit dem Schiff in Targat an und bezieht im Sheraton-Hotel den Bungalow 581 d. –  Ein Geheimagent namens Lundgren, von dem wir schon im zweiten Satz erfahren, dass er mittlerweile tot ist, wartet in einem Straßencafé in Tindirma tagelang vergeblich auf einen Kontaktmann, dem er Mikrofilme mit Konstruktionsplänen für Ultrazentrifugen zur Uran-Anreicherung übergeben soll. – Polidorio studiert die wirre Akte zum Fall Amadou, fährt zur Kommune hinaus und stellt fest, dass es an Amadous Täterschaft keinen Zweifel gibt. – Lundgren, der bereits unter einem Sonnenstich leidet, trifft endlich den Mann, dem er die Pläne übergeben kann. – Der inzwischen zum Tode verurteilte Amadou entkommt bei einem Unfall des Gefangenentransporters.
2. Buch: Die Wüste. Auf dem Dachboden eines Gebäudes in der Wüste kommt ein Mann mit einer Kopfwunde zu sich, der sich nicht erinnern kann, wer und wo er ist. Er beobachtet, wie drei Männer einem vierten erklären, dass ein Mann namens Cetrois mit etwas geflohen ist, das der Vierte, offenbar ihr Anführer, haben will, und wie die Vier in einem Jeep zur Verfolgung aufbrechen. Unter größten Mühen gelingt es ihm, in die Wüste zu fliehen, den Männern im Jeep zu entkommen und eine nahegelegene Piste zu erreichen. Dort bittet er zwei bekiffte Touristen um Hilfe, die ihn stattdessen ausrauben und zurücklassen, nachdem sie seine Ausweispapiere bis auf einen winzigen Fetzen verbrannt haben. – Helen Gliese fährt zur Kommune nach Tindirma, um dort ihre alte Schulfreundin Michelle Vanderbilt zu besuchen. Auf der Rückfahrt wird sie an einer Tankstelle von dem Mann ohne Gedächtnis angesprochen. Auf seine flehentliche Bitte um Hilfe hin nimmt sie ihn mit. Er erzählt ihr seine Geschichte, und da er sich verängstigt weigert, ins Krankenhaus, zur Polizei oder zu einem Arzt zu gehen, nimmt sie ihn in ihrem Bungalow auf und versorgt seine Wunde. Gemeinsam machen sie sich daran, sein Geheimnis zu lösen.
3. Buch: Die Berge. Der Mann ohne Gedächtnis wird bei einem Gang in die Stadt entführt und zu Adil Bassir, einem örtlichen Unterweltkönig, gebracht, der ihm erklärt, dass er seine Frau und seinen kleinen Sohn in seine Gewalt gebracht habe. Bassir droht mit ihrer Folterung oder Ermordung, wenn er nicht binnen 72 Stunden eine ihm gehörende Mine zurückbekommt. Das Amnesieopfer versucht daraufhin mit Helen, die ihn „Carl“ getauft hat, etwas über Bergwerke in der Umgebung herauszufinden. Zudem durchstreift er die Stadt und erkundigt sich ohne Erfolg nach einem Monsieur Cetrois. Als er in einem Straßencafé gegenüber dem Polizeikommissariat sitzt, werden zwei Polizisten auf ihn aufmerksam. Carl flieht vor ihnen, wird jedoch kurz darauf Opfer eines Überfalls, wobei ihn die unvermutet auftauchende Helen mittels ihrer Karatekünste rettet. Sie hat inzwischen von einer Goldmine in den Bergen bei Tindirma erfahren. Die beiden fahren hin, treffen aber nur den einsamen, erfolglosen Goldgräber Hakim, der ihnen das Labyrinth der Mine zeigt, deren Stollen tief in den Berg bis zu einer großen Halle mit einem Schlammtümpel führen. Helen, die Carl schon früher gedrängt hat, wegen seiner Amnesie einen Arzt zu konsultieren, findet im Briefkasten des Bungalows den etwas sonderbaren Werbezettel einer psychologischen Praxis und überredet Carl zu einem Besuch. Das im Zentrum des Romans stehende lange Gespräch zwischen Carl und dem Psychiater Dr. Cockcroft, einem Amerikaner, ist dadurch gekennzeichnet, dass keiner dem anderen traut; Cockcroft erklärt, dass er Carl für einen Simulanten hält, und Carl zweifelt zunehmend daran, dass Cockcroft ein richtiger Arzt ist. Er überträgt dieses Misstrauen dann auch auf Helen, in deren Koffer er Handschellen und eine Schusswaffe findet. – Carl erkundigt sich im Halbweltmilieu nach den Preisen für Landminen. Ein Gespräch mit einem Kleinkriminellen, das aufgrund von Carls völliger Ahnungslosigkeit absurde Züge trägt, ergibt aber, dass diese Minen keinen großen Wert haben.
4. Buch: Die Oase. Canisades bekommt Ärger mit seinem Vorgesetzten, der die falschen Ausweise entdeckt hat und zerreißt. Während Canisades eine andere Mordanzeige untersucht, versteckt sich Amadou in seinem abgestellten Auto, ermordet Canisades mit einer improvisierten Drahtschlinge und benutzt das Auto zur Flucht in den Süden, wo er endgültig verschwindet. – In Helens Bungalow taucht Michelle Vanderbilt auf, die sich entschlossen hat, die Kommune zu verlassen, und Geld für den Rückflug nach Amerika braucht. Als Helen Carl erklärt, dass es nach ihren Recherchen überhaupt niemanden mit dem Namen Cetrois gebe, behauptet Michelle, von Kommunemitgliedern gehört zu haben, dass kurz nach den Morden ein Mann namens Cetrois in der Kommune Erkundigungen eingeholt habe. Helen und Carl fahren zur Kommune, wo aber nur Helen von den misstrauisch gewordenen Kommunarden eingelassen wird. Carl streift derweil durch Tindirma. Eine zerquetschte Getränkedose unter einem abgestellten Mercedes löst eine Erinnerung in ihm aus und er entdeckt zufällig, dass ein Autoschlüssel, der in seinem Anzug steckt, auf den Mercedes passt. Im Auto findet er neben anderen unbedeutenden Gegenständen einen Kugelschreiber und in dessen Mine zwei kleine Metallkapseln. Auf dem Rückweg zur Kommune gerät Carl in ein tumultartiges Ritual, an dessen Ende ein Feuer ausbricht, bei dem das Gebäude der Kommune abbrennt. Helen findet er nicht mehr. Im Durcheinander stiehlt ein Junge Carls Blazer mit dem Kugelschreiber. Er kann ihn zurückerobern, bemerkt dabei aber die vier Männer aus dem Jeep, darunter Bassir, die ihn zu erreichen suchen. Er flieht vor ihnen in die Wüste, stößt dabei auf die Leiche von Canisades, findet in dessen Taschen die Schnipsel der zerrissenen Fake-Ausweise, verliert die beiden Kapseln aus der Mine im Sand und braucht fast die ganze Nacht, um sie wiederzufinden. Am nächsten Tag gelangt er ins Slumviertel zurück, ruft von dort aus im Hotel an und erreicht Helen, die ihn abholen will. Kurz darauf bemerkt er, dass er ihr das falsche Stadtviertel genannt hat, und in seiner Verwirrung wird ihm abermals der Blazer mit dem Kugelschreiber von Schulkindern gestohlen. Er schleppt sich ins Hotel zurück, wo es zu einer Konfrontation mit Helen kommt, der die gestohlenen Kapseln jetzt offenbar wichtiger sind als die Frage nach Carls wahrer Identität. Helen entwickelt eine Rekonstruktion der Ereignisse, die darauf hinausläuft, dass Carl selbst Cetrois sei. Als sie dann auch noch die Ausweisschnipsel findet, die zu dem Ausweisrest passen, den Carl bei seinem Auftauchen bei sich hatte, wirft sie ihm vor, sie belogen und seine Amnesie nur vorgetäuscht zu haben, und wirft ihn hinaus. Als Carl noch einmal zum Bungalow zurückkehrt, ist sie abgereist. Carl beginnt über Ungereimtheiten in Helens Geschichte nachzudenken. Er erfährt zudem in der Nachbarschaft, dass niemand sonst einen Werbezettel von Cockcroft erhalten hat, und findet das Haus mit Cockcrofts angeblicher Praxis verlassen vor. Carl holt den Mercedes aus Tindirma und wird dabei von Bassir und seinen Männern gesehen, die sofort die Verfolgung aufnehmen. Als sie ihn fast erreicht haben, werden sie von einer Maschinengewehrsalve niedergemäht und Carl wird von zwei Männern in US-Uniformen in einen Jeep geworfen, an dessen Steuer Cockcroft neben einem anderen Amerikaner sitzt. Ein weiterer absurder Dialog entspinnt sich, als ein dritter Mann im Auto, ein Syrer, darauf besteht, unterwegs unbedingt sein Gebet verrichten zu müssen.
5. Buch: Die Nacht. Nach einem vergeblichen Fluchtversuch wird Carl in die Goldmine in den Bergen gebracht, wo ihn die Männer, zwei US-Agenten unter Führung Cockcrofts und der syrische Folterspezialist, verhören und mit Stromschlägen foltern. Da Carl nichts weiß, bleibt das Verhör ergebnislos. Als man im Begriff ist, zu schlimmeren Foltermethoden überzugehen, erscheint Helen, die sich ebenfalls als US-Agentin entpuppt. Sie erklärt Carl, dass die Agenten auf den Empfänger der Konstruktionspläne angesetzt waren, aber, durch das Massaker in der Kommune abgelenkt, den Kontakt zu Lundgren verloren hatten und den Einsatz schon abbrechen wollten, als sie zufällig auf Carl traf und einen Zusammenhang vermutete. Sie gibt ihm eine letzte Chance zu kooperieren. Weil Carl auch jetzt nichts sagen kann, wird er, knapp am Rande des Ertrinkens, in dem Schlammtümpel der Mine angekettet, um ihn in äußerste Todesangst zu versetzen. Als er am nächsten Tag noch immer keine Auskunft geben kann, lässt ihn die Agentengruppe zum Sterben im Tümpel zurück. Nach endlosen vergeblichen Befreiungsversuchen kehrt an der Schwelle des Todes seine Erinnerung zurück. Erinnerungsfetzen zeigen, dass Carl niemand anders ist als Polidorio, der seinen Fake-Ausweis auf den Namen Cetrois ausgestellt hatte. Er saß im Café zufällig neben Lundgren, der ihn für seinen Kontaktmann hielt und ihm den Kugelschreiber mit den Plänen überließ. Bassirs Männer hatten das beobachtet und verfolgten ihn in die Wüste, wo er den Schlag auf den Kopf erhielt, der die Amnesie auslöste, aber infolge einer Verwechslung überlebte. – Vor ihrem Abflug kommt Helen noch einmal in die Mine zurück, findet Carl aber nicht mehr vor. Er hat sich gegen alle Wahrscheinlichkeit doch noch befreien können, mit letzter Kraft den Ausgang aus dem Labyrinth der Stollengänge gefunden und ist beim Verlassen der Mine auf Hakim gestoßen, der ihn für einen der Agenten hält und erschießt. – Der Kugelschreiber wandert noch eine Weile unter den Kindern der Slum-Schule umher, bis er gemeinsam mit seiner letzten Besitzerin bei einer „Säuberung“ der Slums unter einem Bulldozer endet.

## Form
Die fünf Bücher des Romans sind in insgesamt 68 Kapitel von sehr unterschiedlicher Länge unterteilt. Jedem Kapitel ist als Motto ein Zitat vorangestellt, das als ironischer Kommentar zu der im Kapitel bzw. im gesamten Roman beschriebenen Handlung verstanden werden kann; die Reihe der Motto-Autoren reicht dabei von Herodot bis Ulla Berkéwicz. Der Roman ist überwiegend chronologisch aufgebaut, nur wenige Zeitsprünge durchbrechen diese Struktur. Erzählt wird streckenweise aus auktorialer, überwiegend aber aus personaler Erzählperspektive, wobei insbesondere die von Orientierungslosigkeit und Unverständnis geprägte Perspektive Carls zur Verunsicherung des Lesers beiträgt. Nur an zwei Stellen tritt kurz ein anonymer Ich-Erzähler auf, der zum Zeitpunkt der Romanhandlung noch ein Kind war.

## Motive
Eines der zentralen Themen des Romans ist die Unmöglichkeit, herauszufinden, wer oder was ein Mensch wirklich ist. Es trägt in Gestalt der Suche Carls nach seiner eigenen Identität den ganzen Roman, taucht aber auch in zahlreichen anderen Spiegelungen auf. So beschreibt der Erzähler Helen bei ihrem ersten Auftreten als „schön und dumm“, um gleich darauf zu erklären, dass sie eigentlich weder das eine noch das andere sei. Angefangen von den falschen Identitäten der Scherz-Ausweise über die Frage nach der Schuld Amadous, den zunehmend fragwürdiger werdenden Legenden Helens und Cockcrofts bis hin zu Nebenfiguren wie dem alten Bettler, der tagtäglich gegenüber von Lundgrens Café sitzt, ihn eines Tages aber zur schnellen Flucht veranlasst, als Lundgren ihn mit einem elektronischen Gerät hantieren sieht, das sich wiederum als harmloses Transistorradio entpuppt, bis der Bettler am Ende doch als Mitarbeiter der Agenten entlarvt wird, bestimmt es fast alle handelnden Personen, spielt aber auch eine wichtige Rolle in Carls Gesprächen mit Helen und Cockcroft.
Ebenso wichtig ist das durchgehende Motiv der Vergeblichkeit und Sinnlosigkeit. Die immer wieder in großer Ausführlichkeit geschilderten Bemühungen Carls, zu fliehen, sich zu befreien, etwas herauszufinden, sind entweder völlig vergeblich oder bringen nur gerade so viel Erfolg, wie notwendig ist, um die Handlung voranzutreiben. Sie gipfeln in seinem vollkommen sinnlosen Tod in dem Moment, als er gerade die endgültige Auflösung und Befreiung gefunden zu haben scheint. In Übereinstimmung mit einem Kapitelmotto, in dem Nabokov ein „gutes Ende“ rigoros ablehnt, scheitern aber neben Carl und den Agenten auch fast alle anderen Figuren des Romans. Nur zweien seiner Personen, beides Frauen, gönnt Herrndorf ein gutes Ende: der naiv-unverstellten, gefühlsbetonten Michelle Vanderbilt, die auf dem Rückflug in die USA einen dicken polnischstämmigen Automechaniker kennenlernt, mit dem sie dann eine lange und harmonische Ehe führt, und Helen, die nach Aussage ihrer Tochter nach einem glücklichen und erfüllten Leben sanft entschlafen sei.

## Alternative Titel
In seinem Internettagebuch Arbeit und Struktur listet Herrndorf neben Sand eine lange Reihe möglicher Alternativtitel auf, die, mit ernsthaften Alternativen beginnend, rasch in parodistische Bezugnahmen auf Film- und Buchtitel aus der Hoch- und Trivialliteratur übergehen: „WÜSTENROMAN / AMNESIE / SAND / GEHEIMSACHE SAND / ZWISCHENFALL AN DER OASE TINDIRMA / IM SALZVIERTEL / DER FALL SAND / DIE URANOASE / HERZ AUS SAND / SAND DER SEHNSUCHT / AM ENDE DER FATA MORGANA / SÖHNE DES SANDES / TOD IN DER SANDUHR / DIE HÖLLE IST GELB / SCHLOSS AUS SAND / DER GESANG DES SANDES / WO DER SAND WOHNT / DAS SANDKORN ALLAHS / SPUREN IM SAND / SUREN IM SAND / SAND IN DER SAHARA / NUR DIE SONNE HÖRT MEIN SEUFZEN / DIE SANDMASKE / DIE ERINNERTE WÜSTE / WÜSTEN DES ZORNS / STRAND OHNE MEER / UNTER DÜNEN / VERGESSENER SAND / DIE WÜSTEN DES BÖSEN / DAS WÜSTE DENKEN / DER LETZTE SAND / IN PLÜSCHWÜSTEN / FÜR EINE HANDVOLL SAND / DIE WÜSTE DES REALEN / SCHULD UND DÜNE / IN WÜSTEN NICHTS NEUES / EIN SANDKORN ZUVIEL / SANDIGE GITARREN / DER GLÄSERNE SAND / DER SANDWOLF / WELT ALS WÜSTE UND VORSTELLUNG / DER WILLE ZUR WÜSTE / SIE NANNTEN IHN SAND / SAND OHNE EIGENSCHAFTEN / WANDERDÜNE, SPÄTER / DER MANN, DER AUS DER HITZE KAM / MÄNNER, MIEZEN UND MUSLIME / DICKE LUFT IN DER SAHARA / EIN KAMEL ZUM KNUTSCHEN / KOYOTEN LÜGEN NICHT / TODESTANGO IM TREIBSAND / DAS ULTRAZENTRIFUGENMASSAKER / DAS AFRIKANISCHE ULTRAZENTRIFUGENMASSAKER / DIE WÜSTE KENNT KEIN ERBARMEN / DIE FARBE DER HÖLLE / WÜSTE OHNE WIEDERKEHR / SÄRGE AUS SAND / DAS SANDIGE GRAB / WÜSTEN DES WAHNSINNS / DÜNE DES GRAUENS / DIE UNSICHTBARE FATA MORGANA / 1 SANDKASTEN SO GROSS WIE DIE HÖLLE / OASE DES WAHNSINNS / MASSAKER DES GRAUENS / 1000 GRAD IM SCHATTEN / FÜR EINE HANDVOLL URAN 235“.

## Rezeption
Der Roman wurde von der Kritik größtenteils gelobt. Von einigen Kritikern wurde Sand als Gegenentwurf zu dem im Vorjahr erschienen Tschick verstanden: sein tragisches, nihilistisch anmutendes Ende steht im starken Kontrast zu dem Happy End in Tschick.

„Die Befürchtung aber, es könnte sich bei dem Roman um ein deprimierendes Exemplar der Gattung tapferer Krankheitsbewältigungsbericht handeln, ist unbegründet, wie sich rasch herausstellt. Nach wie vor ist hier ein gewitzter und universal belesener Artist am Werk, der auf seinem Hochseil mit Gewalt, Tod, Verderben und Vergessen jongliert und die Nichtigkeit der menschlichen Existenz als großes Kunststück aufführt.“

„"Sand" ist ein literarisches Experiment an der Grenze zwischen Existenzialismus und Spionagethriller, mutig in der Form, barock in der Sprache. Nichts Anschmiegsames. Kein Scherz. Eine Hoffnung. Die Hoffnung liegt darin, dass hier ein Schriftsteller schreibt, der das diffuse Gefühl, das wir alle kennen, nämlich von einer allumfassenden Dummheit umgeben zu sein, versteht. Es ist ein sehr eigenartiges und gerade deshalb so lesenswertes Buch.“

Nach Ansicht Michael Maars handelt es sich bei Sand um „den größten, grausigsten, komischsten und klügsten Roman der letzten Dekade“.

## Auszeichnungen
Für Sand wurde Wolfgang Herrndorf mit dem Preis der Leipziger Buchmesse 2012 (Kategorie: Belletristik) ausgezeichnet.

## Ausgaben
- Wolfgang Herrndorf: Sand. Rowohlt Berlin, Berlin 2011, ISBN 978-3-87134-734-4.
- als Taschenbuch: rororo 25864 rororo Rotfuchs, Rowohlt Reinbek bei Hamburg 2013, ISBN 978-3-499-25864-0.
- als Hörbuch auf 11 CDs (807 Minuten): gelesen von Stefan Kaminski, Regie: Harald Krewer. Argon, Berlin 2012, ISBN 978-3-8398-1153-5